# Taula de Sant Miquel
La taula de Sant Miquel és una taula gòtica de finals del segle xiii procedent de l'església de Sant Miquel de Soriguerola a Fontanals de Cerdanya. Obra anònima que dona nom al mestre de Soriguerola, en ser la més emblemàtica de les que s'atribueixen a aquest autor. En la taula es relaciona el Sant Sopar amb l'arcàngel sant Miquel. Es conserva al MNAC; fou adquirida el 1932 procedent de la col·lecció Plandiura.

## Dades de context
La taula ha estat considerada com a gòtica i així ha estat catalogada pel MNAC; però, hi ha diversos autors que creuen que no aporta res a la pintura romànica, excepte un especial virtuosisme.
| «           | Tot i que encara avui molts historiadors consideren que les obres atribuïdes al mestre de Soriguerola o al seu cercle són sens dubte gòtiques i que es neguin a discutir-ho, el cas cert és que, fos qui fos l'esmentat pintor, no va poder aportar res de significatiu, llevat de la seva destresa, al desenvolupament de l'art català de la fi del segle xiii, i encara menys a la introducció del gòtic. | » |
| — Carbonell | |   |

La taula ha esdevingut la peça més emblemàtica per a definir un conjunt d'obres atribuïdes al mestre de Soriguerola. El gruix d'aquesta pintura es concentra a la Cerdanya al voltant del 1300. Una de les característiques comunes del conjunt és l'especial distribució de les escenes en la taula així com l'emmarcat. Encara que en cap cas arriba a ser tan excepcional com ho és en la taula de Sant Miquel.
Les dimensions de la taula, on l'amplada resulta més del doble que l'alçada, impedeixen considerar la taula com un frontal d'altar. Per altra banda, no es reserva l'espai central per a representar la figura a qui s'advoca la taula, alhora que la disposició de les escenes trenquen les normes usuals de simetria. Finalment, cal destacar que resta subdividida en diversos compartiments sense mostrar-se cap correspondència entre els elements superiors i els inferiors. Tot això ha fet considerar la composició com a arbitrària.

## Descripció
La taula resta dividida per una sanefa vertical amb motius vegetals. La separació entre el compartiment superior i l'inferior, així com la divisió dels diferents episodis es realitza per unes franges que han perdut gairebé tota la decoració. Succeeix el mateix amb les corones dels sis personatges seients de la part superior dreta, per la qual cosa es desconeix com eren els guarniments de la taula. Una fina línia de color negre, damunt la qual s'hi apliquen uns punts blancs, delimita el perímetre de les escenes rectangulars i altres motius de la taula.
A la part esquerra superior, s'han conservat dues de les tres escenes de l'arcàngel sant Miquel al mont Gargano. La primera reflecteix l'episodi de la caça del bou, la segona el succés del bisbe de Sipontum. Els tres episodis succeeixen sota arcades trilobulades. En el compartiment de sota, es troba l'escena del Sant Sopar.
A la dreta, l'escena de sant Miquel i el dimoni pesant ànimes, la psicostàsi. En el mateix compartiment i a la dreta de sant Miquel, un àngel es disposa a lliurar l'ànima d'un dels elegits a sant Pere. L'escena s'ha relacionat amb les figures seients en un tro identificades com els benaventurats. Al registre inferior, les ànimes dels condemnats sucumbeixen als designis dels diables a l'infern així com la lluita de sant Miquel amb el drac.